# Francesco Toldo
Francesco Toldo (* 2. Dezember 1971 in Padua, Italien) ist ein ehemaliger italienischer Fußballtorwart.

## Karriere

### Vereine
Francesco Toldo begann in jungen Jahren als rechter Verteidiger. Später entdeckte ein Trainer die Torwart-Fähigkeiten des großgewachsenen Toldo. Mit 17 Jahren wechselte er in die Jugendabteilung der AC Mailand. Anfang der 90er Jahre spielte Toldo dann für Trento Calcio und Ravenna Calcio.
1993 wechselte er zur AC Florenz, dort wurde er Stammtorhüter und gewann zweimal die Coppa Italia. Nach dem Zwangsabstieg der AC Florenz in die Serie B, wurde er 2001 für 26,5 Mio. Euro von Inter Mailand verpflichtet.
In den ersten vier Jahren war Toldo als Nummer 1 gesetzt und konnte mit Inter zahlreiche nationale Titel gewinnen. Ab 2005 verlor er seinen Stammplatz an Júlio César. Im März 2009 verlängerte er mit 37 Jahren seinen Vertrag bis 2011.
Nach dem Gewinn der UEFA Champions League beendete Toldo am 1. Juli 2010 seine aktive Karriere als Profifußballer.

#### Tor gegen Juventus Turin
In der Saison 2002/03 schoss er in der Begegnung Inter Mailand gegen Juventus Turin aus dem laufenden Spiel heraus einen Treffer zum 1:1. Allerdings konnten selbst Zeitlupenbilder nicht eindeutig klären, ob er oder Christian Vieri den Treffer erzielte. Außerdem war die Szene wegen eines reklamierten Foulspiels am Turiner Torhüter strittig.

### Nationalmannschaft
Sein Debüt in der italienischen Nationalmannschaft gab er am 8. Oktober 1995.
Aufgrund einer Verletzung des Stammtorhüters Gianluigi Buffon war Toldo bei der Europameisterschaft 2000 in Belgien und den Niederlanden gesetzt. Im Halbfinale gegen die Niederlande hielt er drei Elfmeter (einen in der regulären Spielzeit und zwei im Elfmeterschießen) und hatte maßgeblichen Anteil am Finaleinzug. Er wurde in das All-Star Team dieser EM gewählt.
Nach der Europameisterschaft 2004 beendete Toldo seine Nationalmannschaftskarriere.

## Erfolge

### Nationalmannschaft
- U-21-Europameister: 1994
- Vize-Europameister: 2000

### Vereine
- Champions-League-Sieger: 2009/10
- Italienischer Meister: 2006 a, 2006/07, 2007/08, 2008/09, 2009/10
- Italienischer Pokalsieger: 1995/96, 2000/01, 2004/05, 2005/06, 2009/10
- Italienischer Supercupsieger: 1996, 2005, 2006, 2008
- Italienischer Serie-B-Meister: 1993/94

### Persönliche Auszeichnungen
- Bester Torhüter der Serie A: 2000
- Berufung ins All-Star-Team der EM 2000